# Nikki Yanofsky

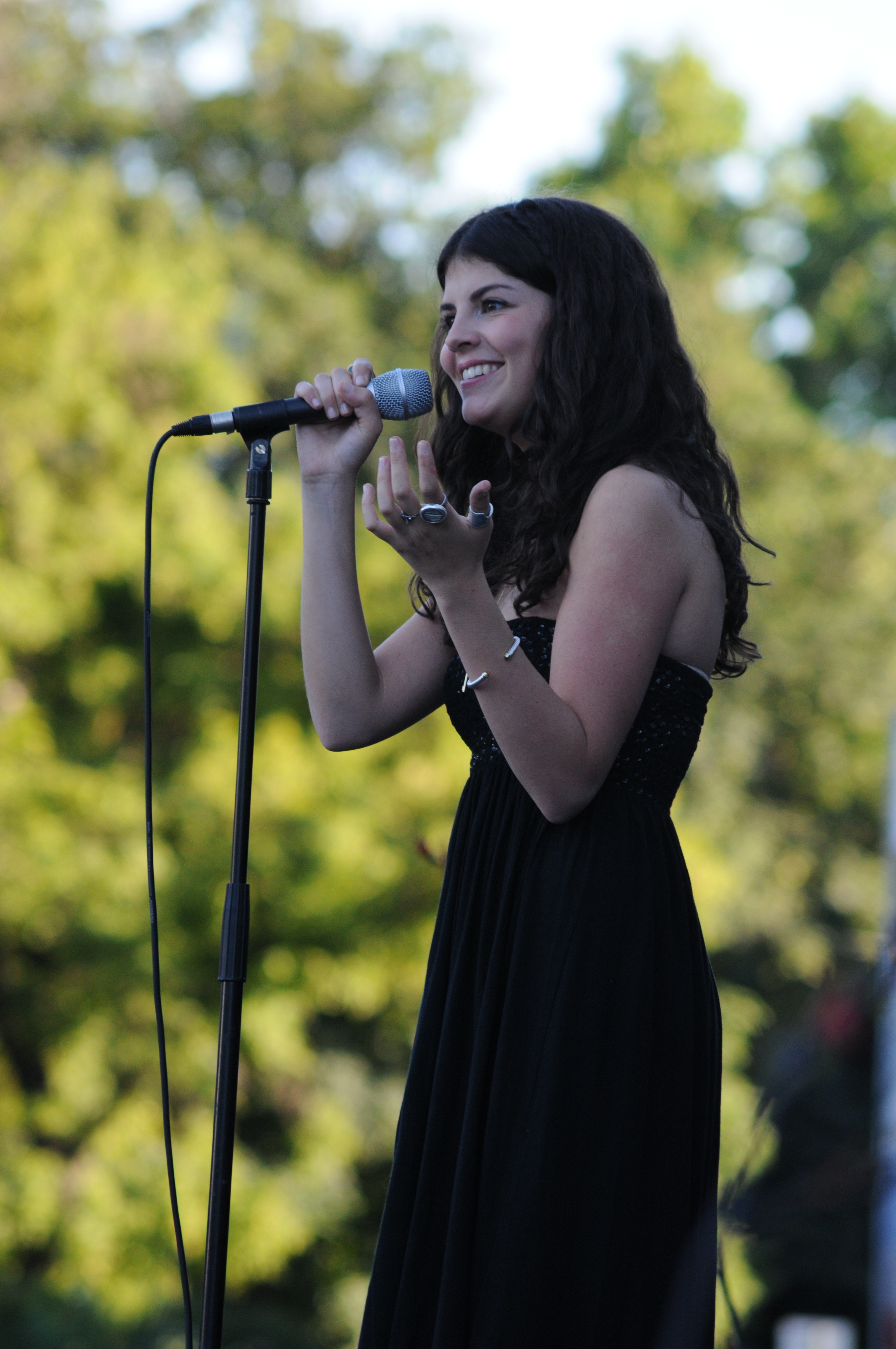
Jazz Fest Wien (2010)

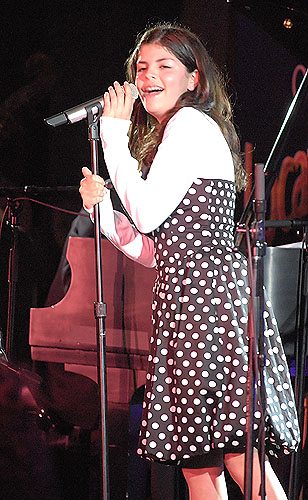
Nikki Yanofsky (2008)

Nikki Yanofsky (* 8. Februar 1994 in Montreal, Québec) ist eine kanadische Jazz- und Pop-Sängerin. Sie sang bei der Eröffnung der Olympischen Winterspiele 2010 in Vancouver die kanadische Nationalhymne und I Believe, die Erkennungsmelodie von CTV zu diesem Anlass.

## Leben und Wirken
Yanofsky wuchs in Montreal auf. Als sogenanntes Wunderkind, das unter anderem den Scatgesang beherrscht, trat sie bereits 2006 auf dem Montreal Jazz Festival mit bekannten Musikern auf; auch in den Folgejahren wurde sie auf dieses Festival eingeladen. Ihre von Tommy LiPuma produzierte Interpretation von Airmail Special wurde 2007 auf dem Verve-Album We All Love Ella: Celebrating the First Lady of Song veröffentlicht; damit war Yanofsky die jüngste Sängerin, die je für das Label aufnahm. Dann nahm sie für High School Musical 2 den Song Gotta Go My Own Way auf. Außerdem spielte sie mit Herbie Hancock und will.i.am den Standard Stompin’ at the Savoy für Kareem Abdul-Jabbars Hörbuch On the Shoulders of Giants: My Journey Through the Harlem Renaissance ein, das 2008 veröffentlicht wurde.
Mit Marvin Hamlisch trat sie im Februar 2008 in der Carnegie Hall und der Avery Fisher Hall auf. In Toronto sang sie im gleichen Jahr mit dem Count Basie Orchestra. Weiterhin konzertierte sie auf dem Ottawa Jazz and Blues Festival, auf dem Jamaica Jazz and Blues Festival und dem Ginza International Jazz Festival in Japan. Sie ist auch mit Oliver Jones, Wyclef Jean und Céline Dion aufgetreten.
2008 interpretierte sie auf dem Montreal Jazz Festival Songs von Ella Fitzgerald; der Auftritt wurde als ihr Debütalbum Ella ... of Thee I Swing veröffentlicht. Das Album erhielt gute Kritiken und wurde 2009 zweimal für den Juno Award nominiert. 2009 wurde sie als Favourite Jazz Artist bei den Canadian Independent Music Awards ausgezeichnet.
I Believe, ihre Debütsingle, wurde am Tag der Eröffnung der Winterspiele in Vancouver veröffentlicht und hatte am gleichen Tag seine Erstsendung im Radio; eine Woche später kam der Song bereits durch hohe Downloadzahlen und starken Airplay auf Platz eins der Kanadischen Charts. Ihr erstes Studioalbum wurde in Nordamerika im Frühsommer und in Europa im Herbst 2010 veröffentlicht. Auf dem Jazz Festival Montreux 2010 jammte sie auf Bitten von Quincy Jones gemeinsam mit Herbie Hancock.
2014 veröffentlichte Yanofsky ihr drittes, von Quincy Jones produziertes Studioalbum Little Secret. Im gleichen Jahr steuerte sie als Gastsängerin insbesondere die Scat-Passagen zu I Love Paris/J'aime Paris bei, dem siebten von dreizehn Tracks auf dem Album Paris der französischen Chanson-Sängerin Zaz, das im November 2014 erschien.

## Diskografie

### Alben
- 2008: Ella... of Thee I Swing (CD/DVD)
- 2010: Nikki
- 2014: Little Secret[7]
- 2020: Turn Down the Sound
- 2022: Nikki by Starlight

### Singles
- 2010: I Believe
- 2010: I Got Rhythm
- 2010: Cool My Heels
- 2010: For Another Day
- 2010: Wavin’ Flag (mit Young Artists for Haiti)
- 2014: Something New
- 2016: Young Love